# Amt Krakow am See
Das Amt Krakow am See liegt im Süden des Landkreises Rostock in Mecklenburg-Vorpommern (Deutschland). In diesem Amt sind vier Gemeinden und die Stadt Krakow am See, in der sich der Verwaltungssitz befindet, zur Erledigung ihrer Verwaltungsgeschäfte zusammengeschlossen. Das seit 1992 bestehende Amt wurde am 1. Juli 2004 um die Gemeinden des ehemaligen Amtes Lalendorf erweitert. Die vormals selbständige Gemeinde Bellin wurde am 1. Januar 2005 in die Stadt Krakow am See eingegliedert. Zum 25. Mai 2014 wurde die Gemeinde Langhagen nach Lalendorf eingemeindet.
Neben der Land- und Forstwirtschaft bestimmt zunehmend der Tourismus das seenreiche Gebiet des Amtes, das Anteile am Naturpark Nossentiner/Schwinzer Heide und am Naturpark Mecklenburgische Schweiz und Kummerower See hat.
Durch das Amtsgebiet verlaufen die Landesstraßen 11, 37 und 204, die Bundesstraße 104, die Bundesautobahn 19 von Berlin nach Rostock (mit den Anschlussstellen Güstrow, Krakow und Linstow) sowie die Bahnlinien von Berlin nach Rostock und von Güstrow nach Neubrandenburg.

## Die Gemeinden mit ihren Ortsteilen
- Dobbin-Linstow mit Bornkrug, Dobbin, Glave, Groß Bäbelin, Hinrichshof, Klein Bäbelin, Linstow, Neu Dobbin und Zietlitz
- Hoppenrade mit Koppelow, Kölln, Lüdershagen, Schwiggerow und Striggow
- Stadt Krakow am See mit Alt Sammit, Bellin, Bossow, Charlottenthal, Groß Grabow, Klein Grabow, Marienhof, Möllen, Neu Sammit und Steinbeck
- Kuchelmiß mit Ahrenshagen, Hinzenhagen, Seegrube, Serrahn und Wilsen
- Lalendorf mit Alt Krassow, Bansow, Bergfeld, Carlsdorf, Dersentin, Friedrichshagen, Gremmelin, Klaber, Krevtsee, Langhagen, Lübsee, Mamerow, Neu Krassow, Neu Zierhagen, Niegleve, Nienhagen, Raden, Reinshagen, Roggow, Rothspalk, Schlieffenberg, Tolzin, Vietgest, Vogelsang, Wattmannshagen

## Belege
1. ↑  Statistisches Amt M-V – Bevölkerungsstand der Kreise, Ämter und Gemeinden 2023 (XLS-Datei) (Amtliche Einwohnerzahlen in Fortschreibung des Zensus 2011) (Hilfe dazu).